# Elecciones locales en el año 2015 en Kerala
Las elecciones para los órganos locales (panchayats, municipios y corporaciones) en Kerala se llevaron a cabo en dos frases, el 2 y el 5 de noviembre de 2015. El Frente Democrático de Izquierda (LDF) ganó más de la mitad de todos los gram panchayats y municipios, y tanto ellos como el Frente Democrático Unido (UDF) obtuvieron mayorías en siete de los catorce panchayats de distrito cada uno. La LDF también ganó dos corporaciones, la UDF ganó una y las tres restantes no tuvieron mayoría general.

## Antecedentes
La Ley Kerala Panchayat Raj de 1994 preveía la creación de órganos locales a nivel de aldea, manzana y distrito. La Ley de municipios de Kerala de 1994 incluía disposiciones para la creación de municipios y corporaciones.
En total, Kerala tiene 1200 órganos autónomos locales – 941 gram panchayats, 14 panchayats de distrito, 152 block panchayats, 87 municipios, 77 taluks y 6 corporaciones.

## Partidos y coaliciones
Hay tres coaliciones políticas importantes en Kerala. El Frente Democrático de Izquierda (LDF) es la coalición de partidos de izquierda y de extrema izquierda, encabezada por el Partido Comunista de la India (Marxista) (CPI (M)). El Frente Democrático Unido (UDF) es la coalición de partidos centristas y de centro izquierda encabezada por el Congreso Nacional Indio . La Alianza Democrática Nacional está dirigida por el partido de derecha Bharatiya Janata .

## Campaña
El ministro principal, Oommen Chandy, dijo que los resultados de las elecciones serían un veredicto sobre su gobierno. El exministro principal A.K. Antony citó que las elecciones del organismo local eran las semifinales de las próximas elecciones de 2016 . Las acusaciones de que el ministro estatal de finanzas, K.M. Mani, aceptaba sobornos de los dueños de bares, se convirtió en un punto focal de la campaña por parte de los partidos de oposición.
El Partido Bharatiya Janata (BJP) forjó una alianza con el SNDP en un intento por ganar los votos de la comunidad Ezhava. La UDF tenía candidatos rebeldes en varios panchayats y municipios. Twenty20, una organización respaldada por Kitex Group disputó el Kizhakkambalam grama panchayat.

## Resultado
Porcentajes de voto por alianza:
LDF: 37,4%
UDF: 37,3%
NDA: 13,3%
Other: 12%
| Distritos                         | Concurrencia de votante | Concurrencia de votante |
| Mapa de distribución de distritos | Distrito                | Porcentaje              |
| --------------------------------- | ----------------------- | ----------------------- |
|                                   | Kasaragod               | 77.6                    |
| Kannur                            | 78.9                    |                         |
| Wayanad                           | 81.5                    |                         |
| Kozhikode                         | 80.1                    |                         |
| Malappuram                        | 79.7                    |                         |
| Palakkad                          | 78.9                    |                         |
| Thrissur                          | 76.5                    |                         |
| Ernakulam                         | 78.5                    |                         |
| Idukki                            | 79.7                    |                         |
| Kottayam                          | 78.3                    |                         |
| Alappuzha                         | 79.7                    |                         |
| Pathanamthitta                    | 72.5                    |                         |
| Kollam                            | 74.9                    |                         |
| Thriuvananthapuram                | 71.9                    |                         |
| Kerala                            | Kerala                  | 77.8                    |

### Resultados válidos de elecciones locales
| Órgano de autogobierno local | Órganos locales ganados | Órganos locales ganados | Órganos locales ganados | Órganos locales ganados | Total |
| Órgano de autogobierno local | LDF                     | UDF                     | NDA                     | Otros                   | Total |
| ---------------------------- | ----------------------- | ----------------------- | ----------------------- | ----------------------- | ----- |
| Gram Panchayats              | 549                     | 365                     | 14                      | 13                      | 941   |
| Bloque Panchayats            | 90                      | 61                      | 0                       | 1                       | 152   |
| Distrito Panchayats          | 7                       | 7                       | 0                       | 0                       | 14    |
| Municipios                   | 44                      | 41                      | 1                       | 0                       | 87    |
| Corporaciones                | 4                       | 2                       | 0                       | 0                       | 6     |

### Resultados Ward-Wise
| Órgano de autogobierno local | Barrios ganados | Barrios ganados | Barrios ganados | Barrios ganados | Total  |
| Órgano de autogobierno local | LDF             | UDF             | NDA             | Otros           | Total  |
| ---------------------------- | --------------- | --------------- | --------------- | --------------- | ------ |
| Gram Panchayats              | 7.623           | 6.324           | 933             | 1.078           | 15.962 |
| Bloque Panchayats            | 1.088           | 917             | 21              | 53              | 2.076  |
| Distrito Panchayats          | 170             | 145             | 3               | 4               | 331    |
| Municipios                   | 1,263           | 1.318           | 236             | 259             | 3.122  |
| Corporaciones                | 196             | 143             | 51              | 24              | 414    |

| Distrito           | Corporación        | Barrios ganados | Barrios ganados | Barrios ganados | Barrios ganados | Total | Alianza mayoritaria |
| Distrito           | Corporación        | LDF             | UDF             | NDA             | Otros           | Total | Alianza mayoritaria |
| ------------------ | ------------------ | --------------- | --------------- | --------------- | --------------- | ----- | ------------------- |
| Thiruvananthapuram | Thiruvananthapuram | 43              | 21              | 35              | 1               | 100   | Pendiente           |
| Kozhikode          | Kozhikode          | 50              | 18              | 7               | 0               | 75    | LDF                 |
| Ernakulam          | Kochi              | 23              | 38              | 2               | 11              | 74    | UDF                 |
| Kollam             | Kollam             | 36              | dieciséis       | 2               | 1               | 55    | LDF                 |
| Thrissur           | Thrissur           | 23              | 21              | 6               | 5               | 55    | Pendiente           |
| Kannur             | Kannur             | 26              | 27              | 0               | 2               | 55    | Pendiente           |

## Secuelas
El presidente del Comité del Congreso de Kerala Pradesh (KPCC), VM Sudheeran, dijo que los resultados muestran que la base de UDF no se había visto muy afectada. El presidente del estado de BJP, V. Muraleedharan, declaró que era imposible luchar en una elección en Kerala sin tener en cuenta su alianza.
Twenty20 ganó 17 de 19 asientos en Kizhakkambalam gram panchayat, comportiendose en la primera corporación local en la que gobiernan en Kerala.
Un candidato al Congreso Nacional Indio por el municipio de Mananthavady, que era el secretario del Comité de Distrito del Congreso, se suicidó después de quedar en tercer lugar.